# Badminton aux Jeux olympiques d'été de 2012
Navigation
Pékin 2008 Rio de Janeiro 2016
Les épreuves de badminton aux Jeux olympiques d'été de 2012 se déroulent du 28 juillet au 5 août 2012 à la Wembley Arena de Londres au Royaume-Uni.

## Organisation

### Site des épreuves
Le 26 mai 2010, le Comité d'organisation de Londres des Jeux olympiques et paralympiques, la Fédération internationale de badminton et la Fédération internationale de gymnastique sont convenus que le Wembley Arena, dans le nord de Londres, sera l'emplacement pour les  épreuves de badminton et de gymnastique.

### Qualification

#### Période de qualification
La liste officielle de la Fédération internationale de badminton du 3 mai 2012 est fondée sur les résultats des athlètes au cours de la période du 2 mai 2011 au 29 avril 2012.

#### Système de qualification
La liste officielle du 3 mai 2012 est utilisée pour répartir les places admissibles, jusqu'à un total de 38 places dans chaque épreuve de simple et 16 places (paires) dans chaque épreuve de double.
Chaque pays peut aligner jusqu'à 3 joueurs en simple et deux équipes pour les épreuves en double, soit un maximum de 18 joueurs par nation.

### Calendrier
| P | Tours préliminaires | ⅛ | 1/8e de finale | ¼ | Quarts de finale | ½ | Demi-finales | F | Finale |

| Date →        | 28 | 28 | 28 | 29 | 29 | 29 | 30 | 30 | 30 | 31 | 31 | 31 | 1 | 1 | 1 | 2 | 2 | 2 | 3 | 3 | 4 | 4 | 5 | 5 |
| Compétition↓  | M  | A  | S  | M  | A  | S  | M  | A  | S  | M  | A  | S  | M | A | S | M | A | S | M | A | M | A | M | A |
| ------------- | -- | -- | -- | -- | -- | -- | -- | -- | -- | -- | -- | -- | - | - | - | - | - | - | - | - | - | - | - | - |
| Simple hommes | P  | P  | P  | P  | P  | P  | P  | P  | P  | P  | P  | P  | ⅛ | ⅛ | ⅛ |   |   | ¼ |   | ½ |   |   |   | F |
| Double hommes | P  | P  | P  | P  | P  | P  | P  | P  | P  | P  | P  | P  |   |   |   | ¼ |   |   |   |   |   | ½ |   | F |
| Simple dames  | P  | P  | P  | P  | P  | P  | P  | P  | P  | P  | P  | P  | ⅛ | ⅛ | ⅛ |   | ¼ |   | ½ |   |   | F |   |   |
| Double dames  | P  | P  | P  | P  | P  | P  | P  | P  | P  | P  | P  | P  |   |   | ¼ |   |   | ½ |   |   |   | F |   |   |
| Double mixte  | P  | P  | P  | P  | P  | P  | P  | P  | P  | P  | P  | P  | ¼ | ¼ |   |   | ½ |   |   | F |   |   |   |   |

## Liste des médaillés
| Épreuves      | Or                          | Argent                                | Bronze                                               |
| ------------- | --------------------------- | ------------------------------------- | ---------------------------------------------------- |
| Simple hommes | Lin Dan                     | Lee Chong Wei                         | Chen Long                                            |
| Simple dames  | Li Xuerui                   | Wang Yihan                            | Saina Nehwal                                         |
| Double hommes | Chine Fu Haifeng Cai Yun    | Danemark Mathias Boe Carsten Mogensen | Corée du Sud Jung Jae-sung Lee Yong-dae              |
| Double dames  | Chine Tian Qing Zhao Yunlei | Japon Reika Kakiiwa Mizuki Fujii      | Russie Valeria Sorokina Nina Vislova                 |
| Double mixte  | Chine Zhang Nan Zhao Yunlei | Chine Xu Chen Ma Jin                  | Danemark Joachim Fischer Nielsen Christinna Pedersen |

## Tableau des médailles
| Rang  | Nation       | Or | Argent | Bronze | Total |
| ----- | ------------ | -- | ------ | ------ | ----- |
| 1     | Chine        | 5  | 2      | 1      | 8     |
| 2     | Danemark     | 0  | 1      | 1      | 2     |
| 3     | Japon        | 0  | 1      | 0      | 1     |
| 3     | Malaisie     | 0  | 1      | 0      | 1     |
| 5     | Inde         | 0  | 0      | 1      | 1     |
| 5     | Russie       | 0  | 0      | 1      | 1     |
| 5     | Corée du Sud | 0  | 0      | 1      | 1     |
| Total | Total        | 5  | 5      | 5      | 15    |